# Selezione di pallavolo femminile della Guyana francese
La selezione femminile di pallavolo della Guyana francese è una squadra sudamericana composta dalle migliori giocatrici di pallavolo della Guyana francese ed è posta sotto l'egida della Federazione pallavolistica della Guyana francese.

## Risultati
La selezione femminile di pallavolo della Guyana francese non ha mai partecipato ad alcuna competizione.